# Bągart (Bągart)
Bągart – kolonia wsi Bągart w Polsce, położona w województwie pomorskim, w powiecie sztumskim, w gminie Dzierzgoń. Wchodzi w skład sołectwa Bągart.
W latach 1975–1998 kolonia położona była w województwie elbląskim.
Wierni kościoła rzymskokatolickiego należą parafii pod wezwaniem św. Jana Chrzciciela, należącej do dekanatu Dzierzgoń, diecezji elbląskiej.